# Diskussion (skulptur)
Diskussion är en skulptur i brons, utförd av Nanna Ullman, som står vid Korsvägen nära Johannebergs landeri i Göteborg. Den utplacerades 1957.
Skulpturens mått (hxbxd) är 112 x 95 x 60 centimeter. Den står på en 95 centimeter hög stensockel och föreställer tre skolflickor som diskuterar något i en uppslagen bok. Verket bekostades av Charles Felix Lindbergs donationsfond. 

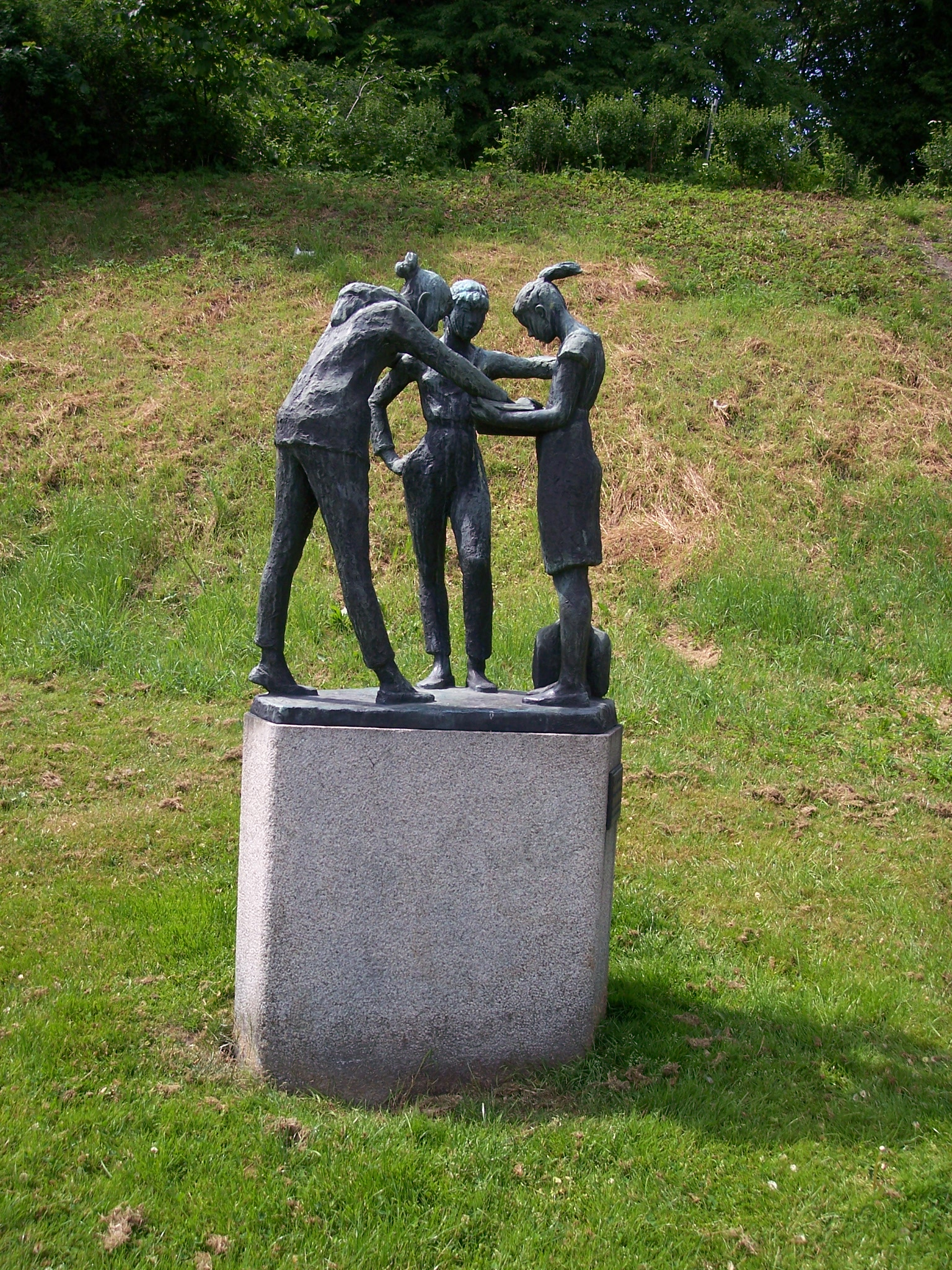
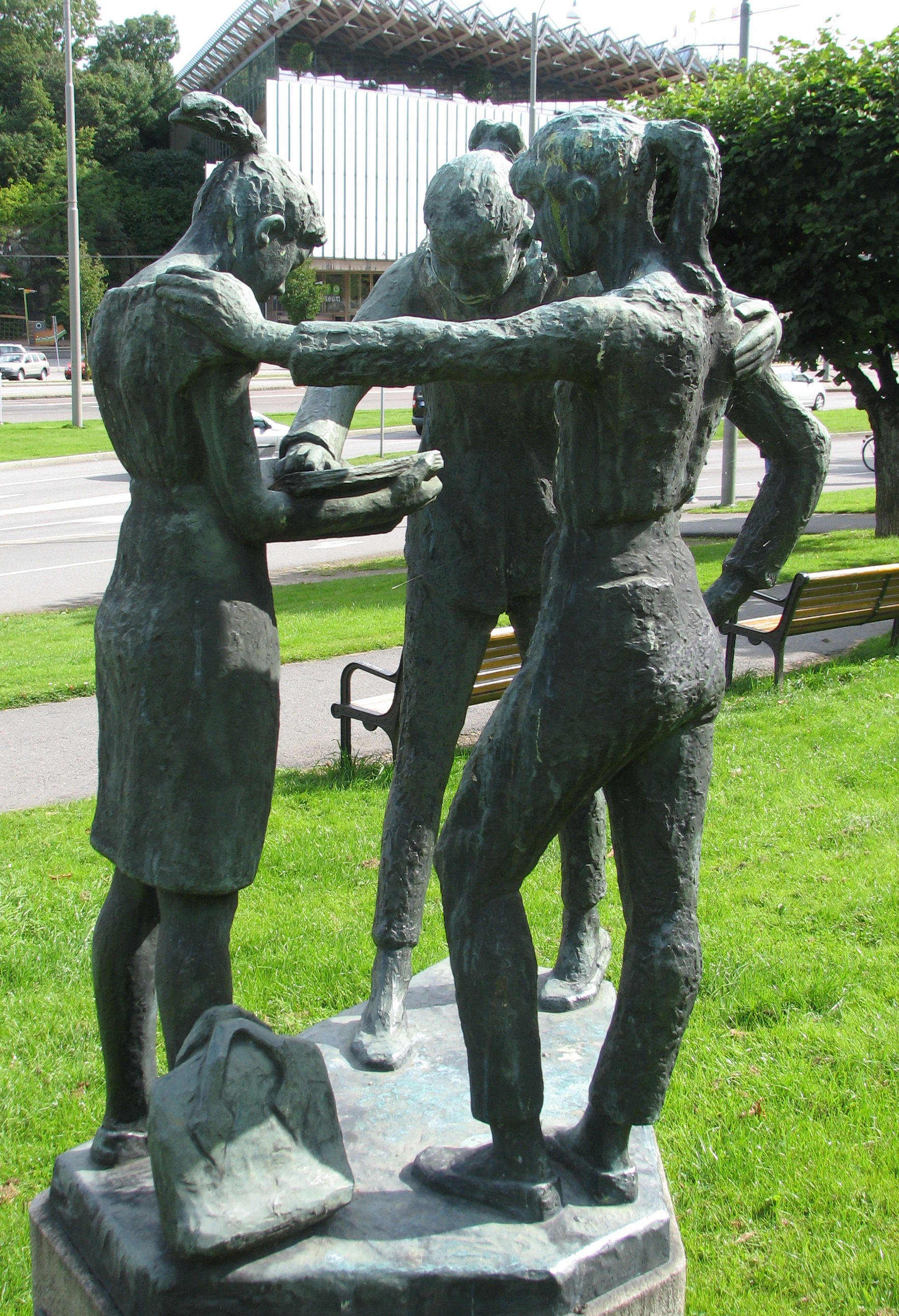